# VANOS

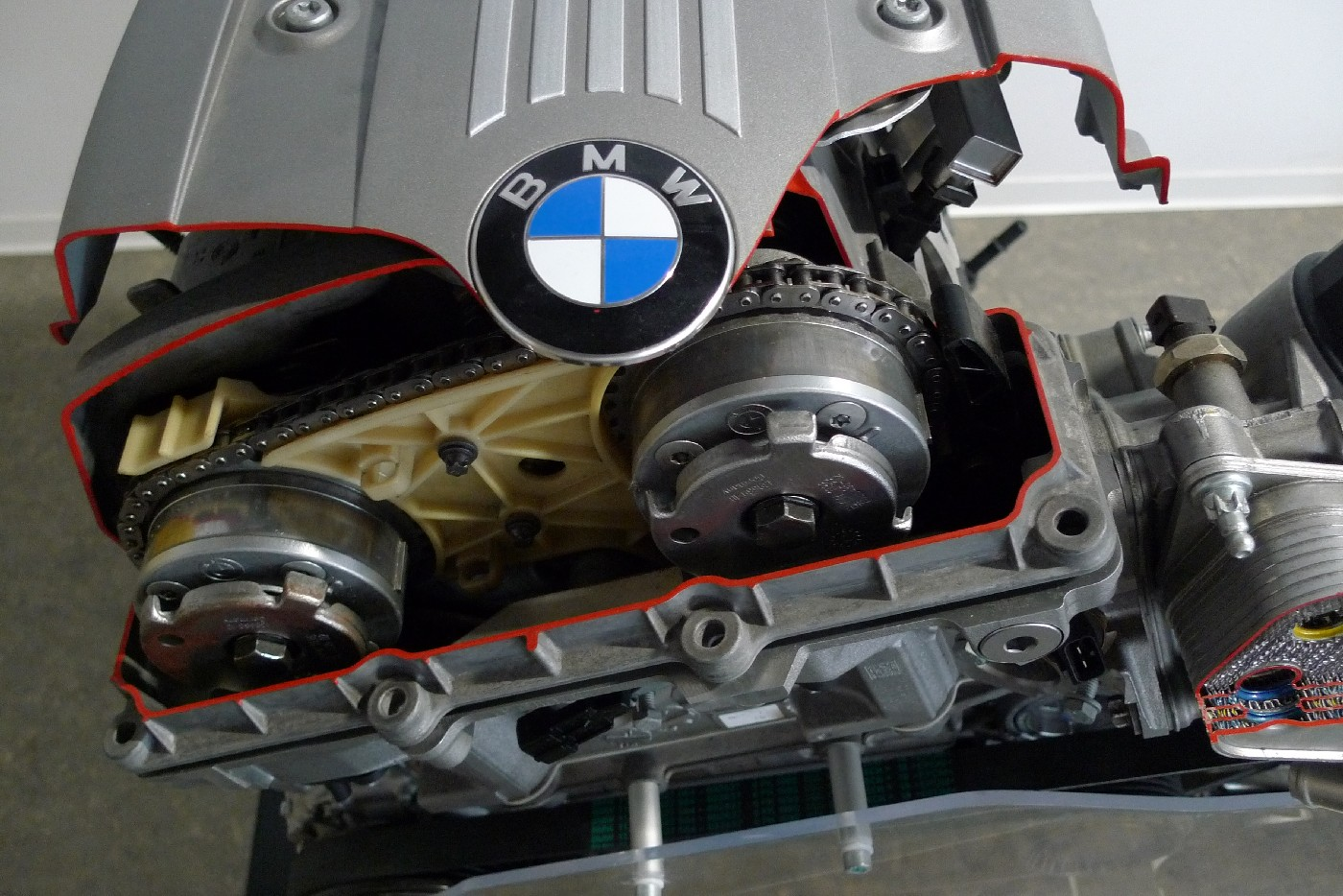
Detalj av BMW VANOS-system

VANOS är ett system för variabel kamaxel-styrning i en förbränningsmotor, introducerat av BMW i början av 1990-talet. VANOS är förkortning för "Variabeler Nockenwellen Steuerung", variabel kamaxel-styrning.
De tidigaste varianterna av systemet påverkade enbart insugskamaxeln, och kom senare att retroaktivt kallas "single VANOS". Senare modeller utrustades även med VANOS på avgassidan, där systemet kallades för "double VANOS". De tidigare varianterna hade en enklare av/på-reglering, medan det senare infördes en steglös justering.

## Funktion
Systemet fungerar så att motorelektroniken på hydraulisk-mekanisk väg kan påverka kamaxelns vinkelläge, där vinkeln kan ändras upp till 12,5 grader. Detta möjliggör en tidsmässig förskjutning av öppningssekvensen, dock kan inte sekvensens längd eller ventilens öppninggrad påverkas.
I praktiken används systemet för att ge ventilerna en senare öppning i det undre varvtalsregistret, för att ge förbättrade tomgångsegenskaper. I det mellersta varvtalsregistret öppnas ventilerna tidigare än normalt, för ett högre vridmoment och återföring av avgaserna till motorn, vilket även sänker förbrukningen och avgasvärdena. I det högre varvtalsregistret öppnas ventilerna åter sent för att få ut så mycket effekt som möjligt.

## Single VANOS
Den första generationens single VANOS-system hade inte kontinuerlig reglering, utan justerade kamaxelns vinkelläge för insugsventilerna mellan två lägen beroende på motorvarvtal. Single VANOS introducerades 1992 i motorn BMW M50 som förekom i BMW:s 3- och 5-serier. År 1998 infördes steglöst reglerad single VANOS i V8-motorn BMW M62.

## Double VANOS
Den andra generationens double VANOS-system har steglös variabel reglering av kamaxlarnas vinkelläge för både insugs- och avgasventilerna, baserad på motorvarvtal och gaspådrag. Det första double VANOS-systemet introducerades 1996 i motorn S50B32.